# Kwicky Koala
Kwicky Koala (The Kwicky Koala Show) è una serie televisiva a cartoni animati prodotta da Hanna-Barbera e diretta da Tex Avery.

## Personaggi

### Kwicky Koala e Lupo Wilford
Kwicky è un koala che mangia le foglie di eucalipto e sa sparire e scappare velocissimo dalle grinfie del Lupo Wilford, che cerca sempre di mangiarlo o catturarlo. Doppiati in italiano da Roberto Del Giudice e Gino Pagnani.

### I fratelli Bungle
I cani fratelli George e Joey sono degli acrobati e giocherelloni.

### Artiglio Pazzo
Artiglio Pazzo è uno strano psicopatico ma gentile ed eroico gatto selvaggio che riesce sempre a salvare il bosco con i suoi artigli dal boscaiolo Clyde e il suo cane Bristletooth, nel parco nazionale di U.S. del ranger Rangerfield. Doppiati in italiano da Gino Pagnani, Manlio Guardabassi e Carlo Reali.

### Dirty Dawg
Dirty Dawg è un cane vagabondo con un cappello rosso, maglia verde e bastone da passeggio, in compagnia del suo amico topo Topazio, insieme vogliono fare un'avventura per la loro stessa vita, senza essere acciuffati dall'agente Bullhorn. Doppiato in italiano da Gastone Pescucci.